# هيوستن أسترو
هيوستن أسترو (بالإنجليزية: Houston Astros)‏ هو نادي كرة قاعدة أمريكي تأسس في 1962، ويلعب في دوري كرة القاعدة الرئيسي.

## وصلات خارجية
- الموقع الرسمي